# فراتر از لبه (فیلم ۱۹۷۹)
فراتر از لبه "Over the Edge" یک فیلم درام جوانان آمریکایی است که در سال 1979 به کارگردانی جاناتان کاپلان ساخته شد. این فیلم به عنوان یکی از فیلم‌های معتبر سبک "Teenage Rebellion" یا "Teen Angst" شناخته می‌شود که موضوعاتی از جمله مشکلات نوجوانان، اختلاف نسلی، تبانی جوانان و تداوم تغییرات اجتماعی را مورد بررسی قرار می‌دهد.
توضیح داستان: داستان "Over the Edge" در شهری کوچک به نام "نیو گرنادا" در ایالت کلرادو رقم می‌خورد. این شهر کوچک به ظاهر آرام و آسوده به یک جایی پر از مشکلات و تبانی نوجوانان تبدیل شده است. نوجوانان شهر، به علت احساسات تبانی و عدم رشد اجتماعی، درگیر خشونت و جرم می‌شوند.
در میان این نوجوانان، دو شخصیت اصلی به نام‌های "کارل" (با بازی مایکل کرامر) و "ریچی" (با بازی متو روسل) به تصویر کشیده می‌شوند. آنها با مشکلات خانوادگی و فشارهای اجتماعی مواجه هستند و به تدریج به قهر و تبانی می‌پردازند.
فیلم به تصویر می‌کشد که چگونه نوجوانان از معرض تأثیرات نادرست و نسل‌به‌نسلی درآمده، به خشونت و جرم دست پیدا می‌کنند و از سیستم اجتماعی دور می‌شوند.
"Over the Edge" یک فیلم مهم در تاریخ سینما به شمار می‌آید که به طور ویژه به نقد و بررسی مشکلات نوجوانان و تبانی جوانان در جوامع شهری پرداخته است. این فیلم همچنین تأثیر بزرگی بر فیلم‌های مشابه در دهه‌های بعدی گذاشته است و به عنوان یک آثار کلاسیک در ژانر خود محسوب می‌شود.
- مشارکت‌کنندگان ویکی‌پدیا. «Over the Edge». در دانشنامهٔ ویکی‌پدیای انگلیسی، بازبینی‌شده در ۱۴ فوریه ۲۰۲۳.